# Charlotte Friederike von Pfalz-Zweibrücken

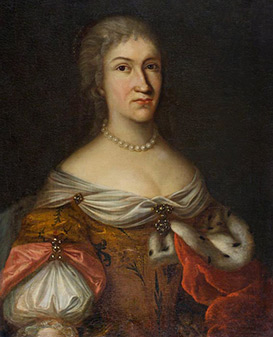
Pfalzgräfin Charlotte Friederike

Charlotte Friederike von Pfalz-Zweibrücken (* 2. Dezember 1653 in Zweibrücken; † 27. Oktober 1712 in Dörrmoschel) war eine Pfalzgräfin von Zweibrücken und Administratorin des Herzogtums Pfalz-Zweibrücken während der Herrschaft des schwedischen Königs Karl XI. und der gleichzeitigen französischen Besetzung des Gebiets.

## Leben
Charlotte Friederike wurde als jüngste Tochter des Zweibrücker Herzogs Friedrich (1616–1661) und seiner Frau Anna Juliane von Nassau-Saarbrücken (1617–1667) geboren. Ihr Vater starb, als sie noch nicht ganz acht Jahre alt war, als letztes männliches Mitglied der jüngeren Linie Zweibrücken.
Das Herzogtum fiel daraufhin an die Linie Pfalz-Landsberg der Wittelsbacher. Charlotte heiratete 1672 in Meisenheim ihren Cousin, den Erbprinzen Wilhelm Ludwig aus der Landsberger Linie, Sohn des Herzogs Friedrich Ludwig, der als Nachfolger ihres Vaters regierte. Mit Wilhelm Ludwig zeugte sie drei sehr jung verstorbene Kinder, bevor dieser selbst schon 1675 im Alter von 27 Jahren verstarb. Ihr erster Witwensitz war in der Folge die Burg Landsberg bei Obermoschel.
Durch den Holländischen Krieg und die sogenannten Reunionen geriet Pfalz-Zweibrücken unter immer drückenderen französischen Einfluss. Die Stadt Zweibrücken war 1677 schwer zerstört worden, weshalb die Verwaltung für die nächsten zwei Jahrzehnte nach Meisenheim verlegt wurde. Herzog Friedrich Ludwig sollte 1680 den Franzosen den Lehenseid für das von ihnen reunierte Herzogtum leisten. Als er sich weigerte, besetzten die Franzosen Pfalz-Zweibrücken und übernahmen die Kontrolle über die Verwaltung. Charlotte Friederikes Schwiegervater Friedrich Ludwig starb im nächsten Jahr auf der Burg Landsberg. Damit war auch die Landsberger Linie der Wittelsbacher ausgestorben und die Herrschaft fiel an den schwedischen König Karl XI. aus der Kleeburger Linie als Herzog Karl I. von Zweibrücken.
Für die schwedischen Könige übernahm der den Franzosen genehme Christian II. von Birkenfeld die Administration des französisch besetzten Gebietes. Da Karl XI. diesem misstraute, weil er mutmaßlich Staatsgelder unrechtmäßig in die eigene Tasche wirtschaftete, suchte er ihn durch Charlotte Friederike zu ersetzen. Nachdem Christian zum Verzicht auf die Stellung gebracht wurde, amtierte sie einige Jahre als De-facto-Statthalterin und Vertreterin der schwedischen Interessen gegenüber Frankreich, ohne offiziell von den Franzosen anerkannt worden zu sein. Im Herbst 1688 erhielt die Pfalzgräfin bereits ausführliche Instruktionen von Karl XI. für die Amtsführung, die Franzosen verweigerten aber weiter ihre Bestätigung.
Während die Burg Landsberg in ihrer Abwesenheit von französischen Truppen zerstört wurde, konnte Meisenheim 1689 durch Fürsprache Charlotte Friederikes vor der Zerstörung bewahrt werden. Sie erreichte in Verhandlungen mit dem französischen General Boufflers, der selbst der Verwüstungspolitik des Kriegsministers Louvois kritisch gegenüberstand, dass die Franzosen den Ort verschonten und nur Teile der Stadtmauern niederrissen. Anfang 1693 bestätigte Frankreich endlich die Übernahme der Administration für das Herzogtum Pfalz-Zweibrücken durch Charlotte Friederike. Sie galt als warmherzige, sozial äußerst engagierte sowie kluge und verständnisvolle Verwalterin des Herzogtums innerhalb der engen Grenzen, die die französische Besatzung und Oberhoheit ihr ließ. Wahrscheinlich besaß sie aber nicht die überragenden Fähigkeiten und die politische Begabung, die ihr die bayrisch-patriotische lokale Geschichtsschreibung des 19. Jahrhunderts zuschrieb.
Mit dem Frieden von Rijswijk 1697 kam das Herzogtum wieder zum Heiligen Römischen Reich zurück und der König von Schweden aus der Linie Pfalz-Kleeburg konnte die vollständige Herrschaft über das Gebiet antreten. Nach dem Tod Karls XI im gleichen Jahr übernahm dessen Sohn Karl XII. die Herrschaft über Schweden und Zweibrücken. Er setzte am 8. Dezember 1697 den bisherigen schwedischen Gesandten am Wiener Hof Gabriel Turesson Oxenstierna als Statthalter über Pfalz-Zweibrücken ein. Dieser traf im April 1699 in Meisenheim ein und übernahm die Administration von Charlotte Friederike. Sie hatte gehofft, die Stellung behalten zu können, und zog sich nun enttäuscht ins Privatleben auf ihren Witwensitz in Dörrmoschel zurück.
Charlotte Friederike stiftete den Neubau der Kirche in Dörrmoschel, der im Jahr 1712 errichtet wurde. Im Oktober des Jahres verstarb sie als letzte der jüngeren Linie Zweibrücken auf ihrem dortigen Gut. Beigesetzt wurde sie in der Schlosskirche von Meisenheim.

## Ehe und Nachkommen
Am 14. November 1672 heiratete Charlotte Friederike in der Meisenheimer Schlosskirche den Erbprinzen Wilhelm Ludwig von Zweibrücken, Sohn des Herzogs Friedrich Ludwig und ihrer Tante Juliane Magdalena von Pfalz-Zweibrücken. Damit wurden die alte und neue Herrscherlinie Zweibrückens miteinander verbunden. Der Ehemann der Pfalzgräfin starb jedoch bereits am 31. August 1675. Zusammen hatten sie drei Kinder, die allesamt im Säuglings- oder Kleinkindalter verstarben:
- Karl Ludwig (1673–1674)
- Wilhelm Christian (1674–1674)
- Wilhelmine Sophia (1675–1675)